# Світський місійний рух «Епіфанія»
Світський Місійний Рух «Епіфанія» (СМР «Епіфанія») є українською часткою міжнародного релігійного руху Laymen`s Home Missionary Movement.
СМР «Епіфанія» був заснований у 1920 році після розколу між Дослідниками Біблії в 1917–1918 роках. Його засновником став Пол Джонсон, один з пілігримів (роз'їзних проповідників) Дослідників Біблії в часи Пастора Рассела.

## Особливості руху
- Слово «Світський» означає незалежний, нецерковний, що не залежить ні від кого.
- СМР «Епіфанія» продовжує захищати і поширювати погляди, що їх проповідували Дослідники Біблії ще за часів Рассела, вважаючи Рассела «Тим Рабом» з 24 розділу Єв. Матвія, 45 вірш.
- Рух не керує зібраннями, бо кожне є незалежним зібранням.
- Так само як і Товариство Вартової Башти за часів Чарльза Рассела, він був створений для організування праці проповідування за допомогою журналів (тепер уже «Теперішня Правда» і «Біблійний Прапор») та проповідників (пілігримів та євангелістів).

## Зібрання

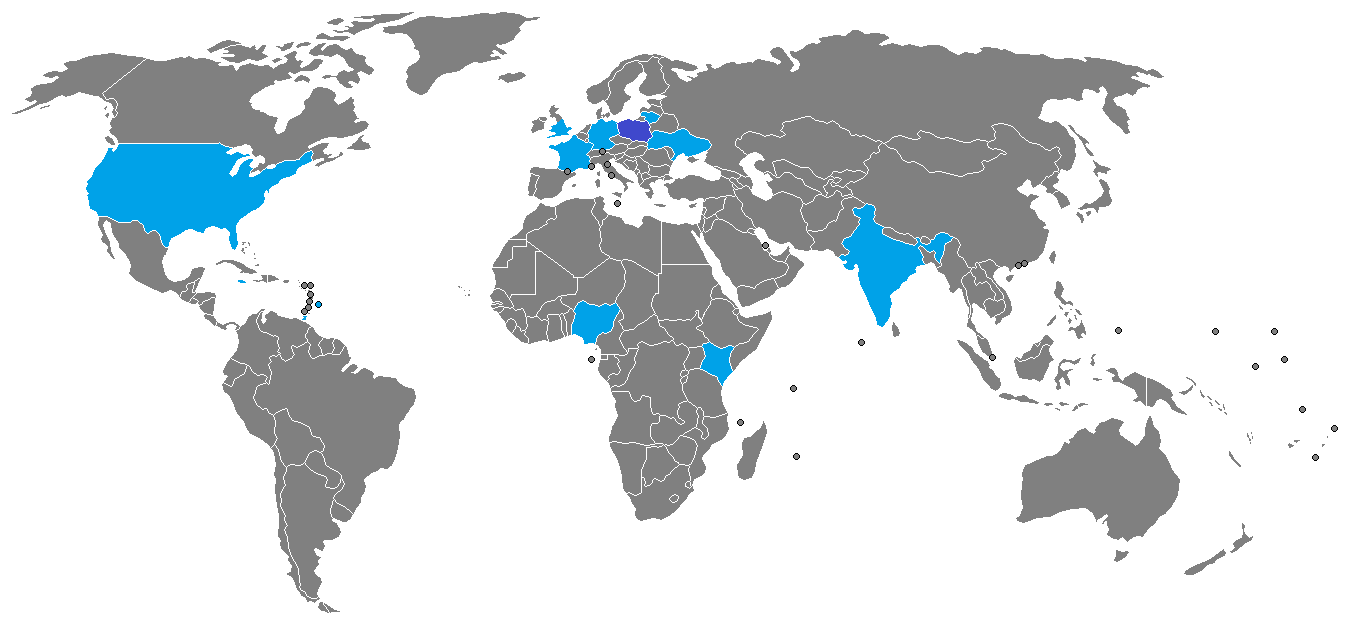
Laymen`s Home Missionary Movement в світі
– більше 1000 членів
– кілька сотень членів

- Найбільші групи руху «Епіфанія» знаходяться в Польщі, США, Німеччині, Франції, Англії.
- В Україні діє до десятка зборів, найбільший з яких знаходиться в селі Орлівка (Березнівський район Рівненської області). Крім того є збори у Львові, Рівному, Тернополі, Чернівцях , на Волині та Луганщині.
- У Польщі Світський Місійний Рух «Епіфанія» (зареєстрований у 1960 році) має 64 незалежних зібрань.